# Partícula sin masa
En la física de partículas, una partícula sin masa es una partícula elemental cuya masa invariante es teóricamente cero. A partir de 2015 las dos partículas sin masa conocidas eran bosones gauge: el fotón (portador del electromagnetismo) y el gluón (portador de la fuerza fuerte). Sin embargo, los gluones nunca se observan como partículas libres, ya que están confinados dentro de hadrones. Los neutrinos eran, hasta hace poco, considerados partículas sin masa. Sin embargo, debido a que los neutrinos cambian de sabor a medida que viajan (véase oscilación de neutrinos), al menos dos de los tres tipos de neutrinos deben tener masa. Esto fue probado por el científico canadiense Arthur B. McDonald y el científico japonés Takaaki Kajita, y fueron galardonados con en el Premio Nobel de Física 2015.
| Nombre   | Símbolo | Antipartícula | Carga elemental | Espín | Interacción mediada | Existencia    |
| -------- | ------- | ------------- | --------------- | ----- | ------------------- | ------------- |
| Fotón    | γ       | Ella misma    | 0               | 1     | Electromagnetismo   | Confirmada    |
| Gluón    | g       | Ella misma    | 0               | 1     | Interacción fuerte  | Confirmada    |
| Gravitón | G       | Ella misma    | 0               | 2     | Gravedad            | Sin confirmar |

## Relatividad especial
El comportamiento de las partículas sin masa se entiende en virtud de la relatividad especial. Por ejemplo, estas partículas siempre deben moverse a la velocidad de la luz. En este contexto, a veces se llaman luxones para distinguirlos de tardiones y taquiones.

## Dinámica
Se sabe que las partículas sin masa experimentan la misma aceleración gravitacional que otras partículas (lo que proporciona evidencia empírica para el principio de equivalencia) porque tienen masa relativista, que es lo que actúa como carga de gravedad. Por lo tanto, las componentes perpendiculares de las fuerzas que actúan sobre partículas sin masa simplemente cambian su dirección de movimiento, el ángulo cambia en radianes siendo GM/rc2 en una lente gravitacional, un resultado predicho por la relatividad general. La componente de fuerza paralela al movimiento todavía afecta a la partícula, pero cambiando la frecuencia más que la velocidad. Esto se debe a que el momento de una partícula sin masa depende sólo de la frecuencia y la dirección, mientras que el momento de los objetos masivos de baja velocidad depende de la masa, la velocidad y la dirección. Las partículas sin masa se mueven en líneas rectas en el espacio-tiempo, llamadas geodésicas, y las lentes gravitacionales dependen de la curvatura del espacio-tiempo. La interacción gluón-gluón es un poco diferente: los gluones ejercen fuerzas entre sí pero, debido a que la aceleración es paralela a la línea que los conecta (aunque no a momentos simultáneos), la aceleración será cero a menos que los gluones se muevan en una dirección perpendicular a la Línea que los conecta, de modo que la velocidad sea perpendicular a la aceleración.

## Gravitones
Las teorías que postulan que la gravedad está cuantizada introducen gravitones - bosones tensores sin masa (con un spin 2) que median la interacción gravitatoria. No hay evidencia experimental directa que apoye su existencia. Sin embargo, la evidencia indirecta de gravitones puede ser afirmada por las ondas gravitacionales.